# Капитанства Бразилии
Капитанства Бразилии — капитанства Португальской империи, созданные в «Земле Святого Креста». Являлись единицами административно-территориального деления; изначально были наследственными владениями, но затем стали переходить под королевское управление.

## Создание капитанств

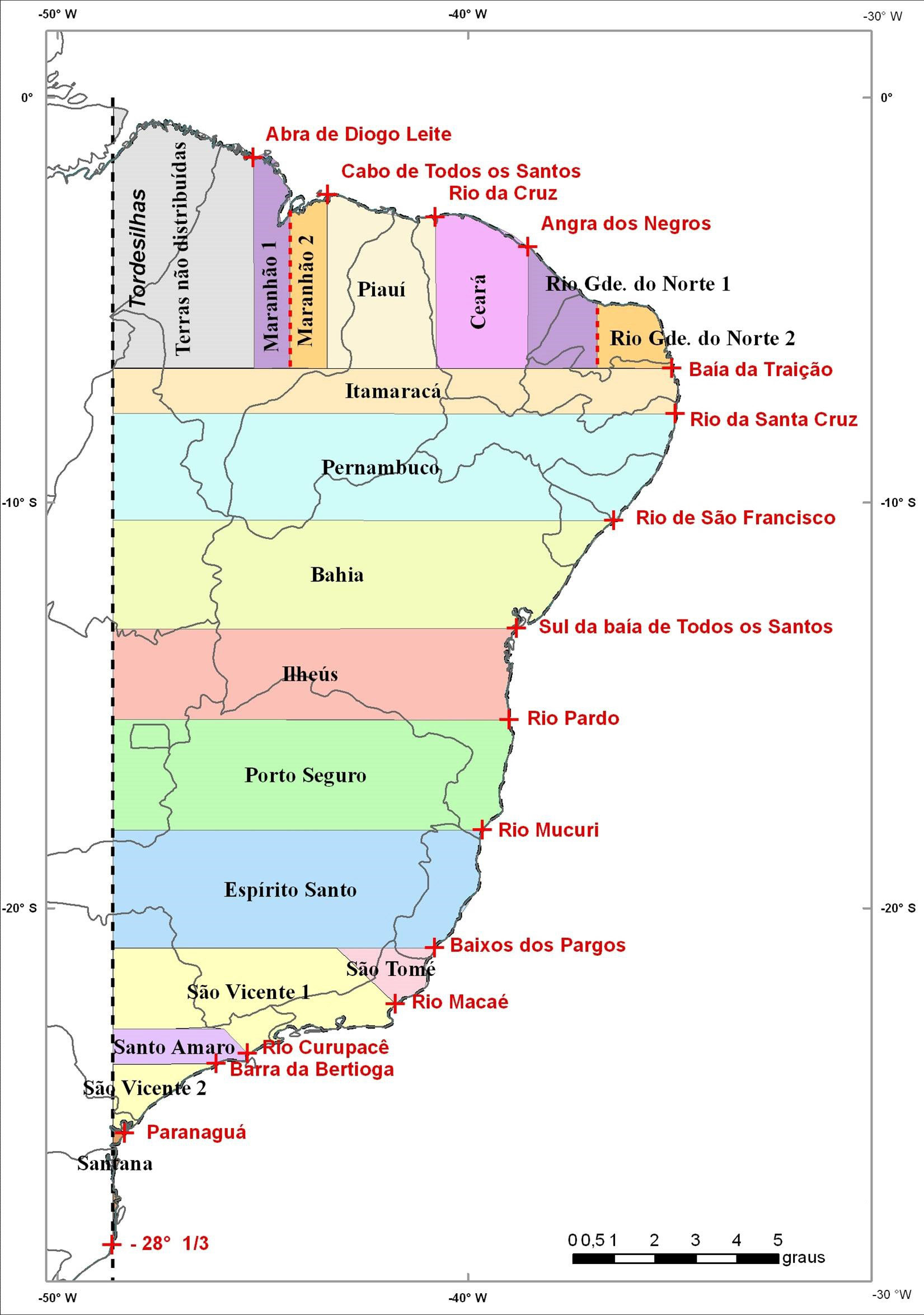
Бразильские капитанства в 1534 году

После успешной экспедиции Мартина Афонсу де Соузы 1530 года португальская корона решила основать на американском континенте постоянные колонии. Понимая, что для освоения столь отдалённых территорий нет в достаточном количестве ни финансовых, ни людских ресурсов, король решил передать дело в частные руки. Были привлечены donatários (вкладчики средств), каждый из которых после получения королевской грамоты становился собственником и администратором капитанства.
В 1534 году король Жуан III создал капитанства, которые были полосками земли, параллельными экватору, протянувшимися от Атлантического побережья и простиравшейся на запад вплоть до линии, разграничивающей испанские и португальские владения согласно Тордесильясскому договору. Каждое капитанство возглавлялось военным комендантом (порт. capitão-mor, дословно старшим капитаном) — португальцем, который не обязательно был аристократом. Два из учреждённых капитанств получили двоюродные братья министра финансов Антониу де Атаиде (Мартин Афонсу де Соуза и Педру Лопеш де Соуза), одно — Перу де Гойш (капитан экспедиции де Соузы 1530 года), остальные — доверенные военные и чиновники. Каждое капитанство должно было простираться на 50 лиг с севера на юг вдоль побережья, но на практике обычно границы отмечались устьями рек, поэтому реальная ширина была разной. Изначально было создано 15 капитанств, которые были розданы 12 владельцам.

## Основание колоний
| Капитанство                                                  | Donatário                       | Состояние к 1549 году                  |
| ------------------------------------------------------------ | ------------------------------- | -------------------------------------- |
| Капитанство Мараньян — 1-я часть                             | Жуан де Барруш / Айреш да Кунья | Заброшено                              |
| Капитанство Мараньян — 2-я часть (Пиауи)                     | Фернанду Алвареш де Андраде     | Не было занято                         |
| Капитанство Сеара                                            | Антониу Кардозу де Барруш       | Не было занято                         |
| Капитанство Риу-Гранди                                       | Жуан де Барруш / Айреш да Кунья | Не было занято                         |
| Капитанство Итамарака́                                        | Перу Лопеш де Соуза             | Заброшено                              |
| Капитанство Пернамбуку                                       | Дуарте Коэлью Перейра           | Процветало                             |
| Капитанство Баия де Тодуз ус Сантус                          | Франсишку Перейра Коутинью      | Разгромлено индейцами и продано короне |
| Капитанство Ильеус                                           | Жорже де Фигейреду Коррейа      | Существовало                           |
| Капитанство Порту-Сегуру                                     | Перу ду Кампу Тоуринью          | Существовало                           |
| Капитанство Эспириту-Санту                                   | Вашку Фернандеш Коутинью        | Существовало 1534—1821                 |
| Капитанство Сан-Томе                                         | Перу де Гойш да Силвейра        | Заброшено                              |
| Капитанство Сан-Висенте — 1-я часть (от Парати до Кабу-Фриу) | Мартин Афонсу де Соуза          | Не было занято                         |
| Капитанство Санту-Амару (от Бертиога до Парати)              | Перу Лопеш де Соуза             | Не было занято                         |
| Капитанство Сан-Висенте — 2-я часть(от Кананея до Бертиога)  | Мартин Афонсу де Соуза          | Процветало                             |
| Капитанство Сантана (от Кананея до Лагуна)                   | Перу Лопеш де Соуза             | Не было занято                         |

Из 15 образованных капитанств 6 так и не было занято их владельцами по причине финансовых трудностей, а ещё 3 было покинуто после нескольких лет существования колоний в связи с враждебностью местных индейцев. Зачастую это было связано с тем, что людям, не имеющим средств на создание даже одной колонии, предоставлялось сразу несколько капитанств. Так Перу Лопеш де Соуза, являясь вкладчиком средств (donatário — донором) сразу в три капитанства, потерпел неудачу при попытке обосноваться в Итамараке и оставил капитанства Сантана и Санту-Амару без внимания. Его брат Мартин Афонсу де Соуза предпочёл также не распылять ресурсы, а сосредоточился на освоении лишь южного из 2-х своих капитанств. В последующем его потомки включили в своё капитанство территории соседних Сантаны и Санту-Амару, но уступили короне часть северного Сан-Висенте. Владельцы 4-х капитанств северного берега из-за скудности своих ресурсов, смогли в складчину организовать лишь одну колониальную экспедицию (во главе с Айрешем да Куньей), но их колония в Мараньяне также потерпела крах.
Таким образом к началу 1549 году существовало лишь 5 капитанств из 15: Сан-Висенте, Пернамбуку, Ильеус, Порту-Сегуру и Эспериту-Санту. И вполне успешными из них можно назвать только первые два. Прочие колонии были невелики и находились под постоянной угрозой уничтожения со стороны индейцев. В этой связи показательна судьба капитанства Баия (Бухта всех Святых). Так же, как и соседнее Пернамбуку, основанная в 1536 году колония вполне успешно развивалась в первое десятилетие своего существования. Однако из-за насильственного привлечения туземцев (Тупинамба) к работе на плантациях, в 1545 произошло их восстание. Население колонии частично было перебито, а частично укрылось в капитанстве Порту-Сегуру. После заключения мира с индейцами в 1547 году жители Баии, решившие вернуться из Порту-Сегуру на прежние плантации, потерпели кораблекрушение у побережья. Немногих выживших вместе с donatário капитанства захватили в плен и съели Тупинамба. Наследники Франсишку Перейры Коутиньи, столкнувшись с трагедией, предпочли продать свои владения короне.

## Учреждение генерал-губернаторства
Трагедия в Баии вызвала беспокойство в правительственных кругах за безопасность португальских владений в Бразилии. Возвращённые короне земли решено было использовать для создания общего правительства колонии под управлением короны. В 1549 году в Баию был назначен Томе де Соуза, ставший первым генерал-губернатором Бразилии. Вместе с генерал губернатором в колонию прибыла целая эскадра. Помимо простых обывателей и дворян здесь были чиновники, военные и иезуиты. В том же году ими основана первая столица Бразилии — Салвадор. Губернаторство объединило 15 владений в единую колонию, однако капитанства продолжили существовать как единицы административного деления колонии, управляемые частными лицами.
Создание государственной колонии и появление военных оказалось как нельзя кстати. Помимо португальцев, к колонизации Бразилии интерес проявляли и французы. Частные лица регулярно посещали берега Бразилии для приобретения у индейцев красильного дерева — пау-бразил (давшего название всей стране). А в 1555 году они и вовсе основали постоянное поселение в бухте Гуанабара в пределах территории Северного Сан-Висенте. Не без труда генерал-губернатору Мем ди Са удалось к 1567 году изгнать французов. В ходе этой войны данная территория была отторгнута у их владетелей и на ней сформирована коронное капитанство — Рио-де-Жанейро. Желая укрепить власть в южной части Бразилии, генерал-губернаторство дважды (1572—1578 и 1607—1613) разделялось на две части: Генерал-губернаторство Баия на севере, и Генерал-губернаторство Рио-де-Жанейро на юге. Существовавшие капитанства были соответственно поделены между ними. Однако в обоих случаях опыт был признан неудачным и единое генерал-губернаторство восстанавливалось.

## Дальнейшая судьба капитанств

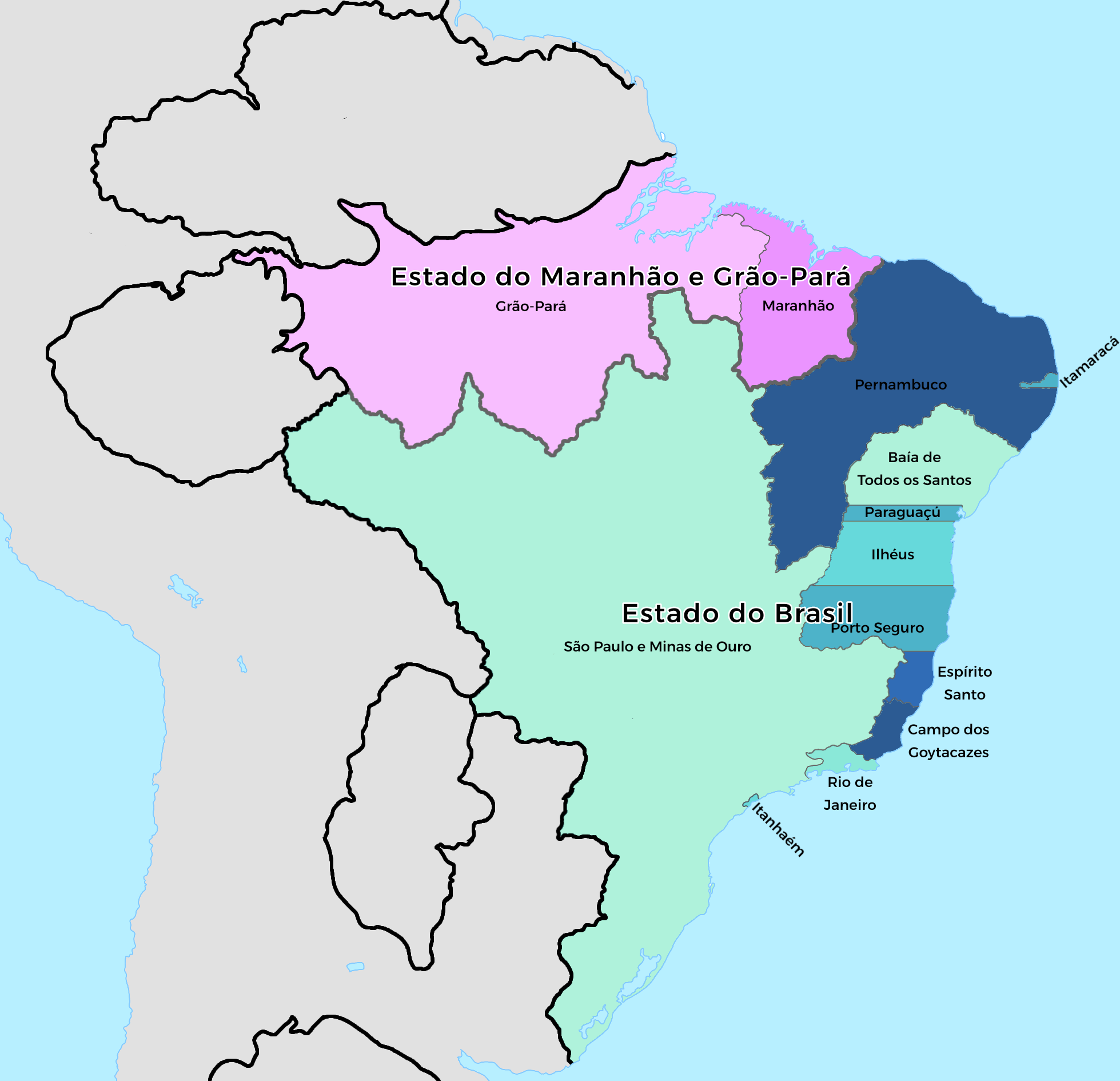
Бразильские штаты в 1709 году

9 провалившихся капитанств одно за другим вернулись во владение короны? поскольку их donatário не смогли выполнить условие дарения — основание колонии. В некоторые из них назначались государственные управляющие. Так уже в 1540 году назначен управляющий для Итамараки, реанимировать колонию этим не удалось и в 1574 году оно было упразднено и возвращено короне. Несмотря на создание здесь королевского капитанства, из-за противодействия индейцев и французов, обосноваться на этой территории португальцы смогли только в конце XVI века. Бесплодные земли к северу от Итамараки вовсе оказались заброшены на 70 лет вплоть до создания штата Мараньян в 1621 году, после того, как португальцам удалось пресечь ещё одну попытку французов основать колонию в Бразилии.
Порто-Сегуро и Ильясу продолжали существовать вплоть до середины XVIII века, но не будучи вполне самостоятельными, находились под сильным влиянием генерал-губернатора в Салвадоре. В итоге права на них были выкуплены у владельцев в середине XVIII века (Ильеус в 1754 году, Порто-Сегуро — в 1761) и капитанства были включены в провинцию Баия. Капитанство Эсперито-Санто, хотя также было зависимо от Баии, смогло просуществовать вплоть до начала XIX века, поскольку уже в начале XVIII века стало королевским. Несмотря на провал колонизации капитанства Сан-Томе, некоторое португальское присутствие здесь имелось, что позволило его владельцам удерживать права на капитанство. Лишь в 1619 году оно было упразднено и большей частью присоединено к Рио-де-Жанейро. Владетели Сан-Висенте благодаря родственным связям с владельцами капитанств Сантана и Санту-Амару, смогли включить их территории в состав своего владения, явочным путём расставив там свои фактории.

### Капитанство Пернамбуко
Капитанство Пернамбуко в некоторых смыслах можно считать самой успешной португальской колонией в Новом Свете и однозначно — самой богатой. Во многих языках за красильным деревом, давшим название всей стране (пау-бразил) закрепилось название Фернамбуко, что недвусмысленно намекает нам на первый источник богатства колонии. Ещё до образования капитанства эти места были наиболее значительным источником пау-бразил и имели временные фактории по его заготовке. С образованием постоянного поселения на первое место в экономике края выходит культура сахарного тростника. В целом всё восточное побережье от Итамараки до Сан-Томе имеет сходные климатические условия и в равной мере подходит для его культивации, но Пернамбуко обладало перед другими капитанствами двумя важными преимуществами. Во-первых, оно было географически ближе других как к метрополии, так и к Гвинейскому берегу из которых в Бразилию прибывали колонисты. То есть большая часть потока как белых переселенцев так и чёрных невольников для сахарных плантаций перехватывалось именно Пернамбуко. Во-вторых, в отличие от большинства других капитанств колонистам в первые десятилетия удавалось сохранить сравнительно мирные отношения с туземцами. Хотя в последующем, когда колония окрепла, эти самые туземцы были истреблены. Для оправдания этой акции португальцы обвинили индейцев в каннибализме, в частности объявлено, что, пропавший без вести в 1556 году после кораблекрушения, епископ Бразилии якобы попал к туземцам и был ими съеден. Пернамбуко также стало первой португальской колонией в Бразилии, начавшей с 1554 года в больших количествах ввозить чёрных невольников.
С конца XVI века по начало XIX, когда капитанство было раздроблено на меньшие части, Пернамбуко было крупнейшим мировым производителем сахара. В XVIII веке по объёмам оборота с ним могли сравниться лишь французское Сан-Доминго и португальский же штат Баия (с учётом Ильеус и Порто-Сегуро). Обладая такой экономической мощью власти и жители Пернамбуко мало считались с генерал-губернатором в Баие. Так уже в XVI веке капитанство расширило свои плантации на южную часть бывшего капитанства Итамарака, а в XVII—XVIII — включило в себя также Параибу, Риу-Гранди, Сеару и среднее течение реки Сан-Франсиску. Богатство, принесённое сахарным тростником, привлекало и охотников за наживой — сперва это были французские пираты, затем английские, но наибольшее значение для Пернамбуко имело голландское вторжение 1630 года. Результатом этого вторжения стала голландская оккупация Пернамбуко и сопредельных территорий Бразилии от Мараньяна до Баии с 1630 по 1654 год. Голландцы были изгнаны из страны в результате восстания местных жителей, а также благодаря тому что Нидерланды в это время вели войну с Англией. Временная оккупация Пернамбуко привела к упразднению частных прав на эту территорию и обращение её в королевское капитанство. С другой стороны, то что освобождение от голландцев произошло силами местных жителей, а не метрополии, привело к значительному росту самосознания пернамбукцев и нескольким восстаниям (1666 и 1710—1711) против центральной власти и засилья приезжих торговцев. Колониальным властям приходилось считаться с оппозицией плантаторов Пернамбуко до 1817 года, когда после неудачного восстания от капитанства были отделены Сеара, Риу-Гранди-ду-Норти, Параиба, Алагоса, а также среднее течение Сан-Франсиску, переданное Баие.

### Капитанство Сан-Висенте
Успех капитанства Сан-Винсенте был в значительной мере обеспечен личностью его donatário — Мартина Афонсу ди Соуза. Ещё до получения капитанства, он был послан с экспедицией на юг Бразилии для изгнания французских корсаров, установления пределов владения Португальской короны (установление границы с Испанскими владениями) и фактического занятия территории. В ходе экспедиции им за счёт короны в 1532 году было основано первое постоянное португальское поселение в Америке — Сан-Висенте. Когда же дело дошло до раздачи капитанств, он естественно испросил у короля именно эти уже освоенные территории в качестве пожалования. Будучи пионером исследования Бразилии и весьма состоятельным человеком, он смог привлечь довольно большое количество колонистов для переселения в Новый Свет, что дало капитанству большую фору перед другими. Кроме того, местный климат был гораздо мягче менее влажный и привычнее для португальцев, чем в любом другом месте Бразилии. С самого начала колония была нацелена на экспансию, окрестности Сан-Висенте быстро наполнились иезуитскими миссиями, постами и деревнями, некоторые из которых преобразовывались в города. Уже в 1546 году основан Сантус, в 1554 году — Сан-Пауло, в 1560 — Можи-дас-Крузис. Также как и во всех иных капитанствах Бразилии основной доходной статьёй Сан-Висенте был сахарный тростник. Но плантационное хозяйство вплоть до введения культуры кофе здесь не достигало такого процветания как в Пернамбуко или Баие, как по причинам менее пригодного для этого климата, так и в связи с большой удалённостью от путей сообщения. Большое значение для капитанства имел не только сахарный тростник, но и производство продовольственных культур, а также скота — которые экспортировались в другие капитанства Бразилии.
Удалённость капитанства существенно удорожала не только вывоз колониальных товаров в метрополию, но и доставку сюда невольников из Африки, что заставляло поселенцев изыскивать местный ресурс — порабощать индейцев. После истребления индейцев побережья, базой для захвата рабов к концу 16 века стал удалённый от побережья Сан-Пауло. Расцвет сахарных плантаций Пернамбуко и Баии привёл к упадку сахарных плантаций Сан-Висенте, и большинство жителей побережья стали перебираться в более комфортные внутренние районы, что сделало Сан-Пауло крупнейшим городом капитанства, хотя столицей вплоть до 1680-х оставался Сан-Висенте. Паулисты, оказавшись в ещё большей изоляции были предоставлены сами себе и имели значительную степень самоуправления. В годы Иберийской унии, они расширили пределы капитанства вглубь континента, на территории формально находящиеся в зоне испанской колониальной империи, но фактически не колонизированные. Расширение осуществлялось прежде всего посредством экспедиций бандейрантов. Целью экспедиций был захват индейцев в рабство для плантаций Сан-Пауло, Сан-Висенте и на экспорт в другие капитанства. Не брезговали они с этой целью и нападениями на соседние испанские миссии, а точнее на иезуитские редукции. Регулярные стычки между бандейрантами и индейцами гуарани из иезуитских редукций, более столетия создававшие напряжённость в двусторонних отношениях Португалии и Испании, закончились войной гуарани, в результате которой иезуиты были изгнаны из региона.
Благодаря деятельности бандейрантов, основывавших посты на занимаемых территориях, к началу 18 века капитанство Сан-Висенте охватывало примерно половину территории нынешней Бразилии — весь Центр, Юг и Юго-восток (кроме Рио-де-Жанейро). В ходе Бандейр Паулисты обнаружили золото в верховьях рек Парана и Сан-Франсиску. Известия о золоте вызвали золотую лихорадку, ставшую самой массовой и продолжительной за всю историю. Открытие золота преобразило экономику Бразилии — из плантационной колонии она очень быстро превратилась в преимущественно горнодобывающую, смещение экономического центра на юг привело также и к переносу столицы Бразилии из Салвадора в Рио-де-Жанейро. Наплыв десятков тысяч людей на прииски сразу же вызвал конфликты Паулистов с Эмбоабами (как паулисты называли всех иноземцев), вылившуюся в 1707 в открытую войну. После поражения более малочисленных паулистов, права на капитанство Сан-Висенте в 1709 были выкуплены у владельцев, и оно было преобразовано в королевское капитанство «Сан-Пауло и Минос де Ору». В ближайшие годы от него постепенно отделены капитанства меньшего размера:
- 1720 — Капитанство Минас-Жерайс
- 1737 — Капитанство д’Эль-Рей, позднее переименованное в капитанство Сан-Педро-ду-Риу-Гранди-ду-Сул
- 1738 — Капитанство Санта-Катарина
- 1748 — Капитанство Гояс
- 1748 — Капитанство Мату-Гроссу

## Другие капитанства Бразилии
Помимо первоначальных 15 капитанств позднее создано ещё несколько капитанств на той же и сопредельной территории.
- Капитанство Тринидад — располагалось на одноимённом острове. Donatário — Бельчиоро Карвалью (1539). Фактически не было занято.

Капитанство Баия было продано короне не полностью. Её владетели удержали две маленькие территории, которые позже получили статус капитанств:
- Капитанство Итапарика — располагалось на одноимённом острове напротив Салвадора. Donatário — Антонио де Атайд (1556 год)
- Капитанство Парагуасу — располагалось около реки Парагуасу в южной части капитанства Баия. Donatário — Алваро де Коста (1566 год)

В 16 веке помимо генерал-губернаторства в Баие на менее освоенных территориях создано ещё несколько королевских капитанств:
- Капитанство Рио-де-Жанейро — из северо-восточной части капитанства Сан-Висенте (1565)
- Капитанство Параиба — из большей части территории капитанства Итамарака, после его упразднения (1574)
- Капитанство Сержипи — в северной части бывшего капитанства Баия (1590)

После упразднения частных прав на 4 северных капитанства, их территории на долгое время стали ареной соперничества Португалии и Франции. Французы имея союзнические отношения с туземцами создавали здесь множество временных факторий. Португальская колонизация возобновилась здесь только с 20-х годов 17 века, после того как численность местных индейцев сократилась в результате войн с португальцами и из-за европейских болезней. С образованием государственного штата Мараньян, возобновилась и практика создания частных капитанств на незаселённых территориях, но размеры их были во много раз скромнее прежних:
- Капитанство Кума — расположено Тапиутепере, ныне Алкантара. Donatário — Антонио Коэльо де Карвальо (1633)
- Капитанство Гурупи — расположено в Каэте, ныне Браганса. Donatário — Альваро де Соуза (1634)
- Капитанство Камета — расположено в Камете. Donatário — Фелисиано Коэльо де Карвальо (1637)
- Капитанство Кабо-Норте (северного мыса) — расположено в районе современного штата Амапа. Donatário — Бенто Масиел Паренте (1637)
- Капитанство Маражо — расположено на острове Маражо, в устье Амазонки. Donatário — Антонио де Соуза де Маседо (1655)
- Капитанство Шингу — расположено на одноимённой реке. Donatário — Гаспар де Абреу де Фрейтас (1685)

Все эти маленькие капитанства были образованы не на территории старых капитанств Мараньяо, а севернее — в зоне пограничной с Испанскими владениями, что стало возможным благодаря Иберийской унии. На территории самой Бразилии, новые пожалования частным лицам были исключительным явлением. Так в 1674 статус капитанства получили обширные плантации влиятельного семейства ди Са (капитанство плантаций Гоитакас), на территории бывшего капитанства Сан-Томе. В 1624 году в результате спора между наследниками капитанства Сан-Висенте, его южная часть выделена в частично самостоятельное частное капитанство Итаньяэн. Иные вновь основываемые капитанства были исключительно королевскими. Так штат Мараньян был разделён на несколько меньших королевских капитанств, кроме 4-х старых северных капитанств (Риу-Гранди, Сеара и 2 части Мараньяо), ставших к этому времени королевскими, он обзавёлся и другими:
- Капитанство Пара — охватывало бассейн Амазонки (первое упоминание — 1616)
- Капитанство Пиауи — создано из пограничных районов Мараньяо и Сеары и охватывало бассейн Парнаибы (1718)
- Капитанство Сан-Жозе-ду-Риу-Негро — создано из западной части капитанства Пара (1755)

## Конец капитанств
Последнее капитанство в Бразилии образовано в 1808 году, с целью активизации колонизации центральных районов Бразилии. Капитанство Сан-Жуан-дас-Дуас-Баррас, охватывавшее территории примерно соответствующие современному штату Токантинс, возглавил Жуакин Теотониу Сегураду. Уже в 1814 году капитанство было упразднено.
В 1815 году было создано Соединённое королевство Португалии, Бразилии и Алгарве, и все существовавшие на тот момент провинции и коронные капитанства стали провинциями королевства.